# Maasi
Maasi är en ort i Estland. Den ligger i Orissaare kommun och landskapet Saaremaa (Ösel), i den västra delen av landet, 140 km sydväst om huvudstaden Tallinn. Maasi ligger 5 meter över havet och antalet invånare är 4 100. Den ligger på ön Ösel.
Terrängen runt Maasi är mycket platt. Havet är nära Maasi åt nordost.  Maasi är det största samhället i trakten.